# Svarttjärnen (Kalls socken, Jämtland, 705453-137942)
Svarttjärnen är en sjö i Åre kommun i Jämtland och ingår i Indalsälvens huvudavrinningsområde. Sjön har en area på 0,139 kvadratkilometer och ligger 497,8 meter över havet.

## Delavrinningsområde
Svarttjärnen ingår i det delavrinningsområde (705566-137824) som SMHI kallar för Utloppet av Västra Nästtjärnen. Medelhöjden är 488 meter över havet och ytan är 17,59 kvadratkilometer. Det finns inga avrinningsområden uppströms utan avrinningsområdet är högsta punkten. Vattendraget som avvattnar avrinningsområdet har biflödesordning 3, vilket innebär att vattnet flödar genom totalt 3 vattendrag innan det når havet efter 332 kilometer. Avrinningsområdet består mestadels av skog (85 procent). Avrinningsområdet har 1,39 kvadratkilometer vattenytor vilket ger det en sjöprocent på 7,9 procent.